# Parchi nazionali della Lituania
I parchi nazionali della Lituania sono cinque.
| Nome                                      | Regione         | Area (ha) | Anno | Localizzazione                                                      | Immagine | Link                                              |
| ----------------------------------------- | --------------- | --------- | ---- | ------------------------------------------------------------------- | -------- | ------------------------------------------------- |
| Parco nazionale dell'Aukštaitija          | Aukštaitija     | 40.574    | 1974 | Mappa di localizzazione: Lituania · Parchi nazionali della Lituania |          |                                                   |
| Parco nazionale di Dzūkija                | Dzūkija         | 58.519    | 1991 | Mappa di localizzazione: Lituania · Parchi nazionali della Lituania |          |                                                   |
| Parco nazionale della penisola curlandese | Lituania minore | 26.474    | 1991 | Mappa di localizzazione: Lituania · Parchi nazionali della Lituania |          | Archiviato il 14 maggio 2015 in Internet Archive. |
| Parco nazionale storico di Trakai         | Aukštaitija     | 8.149     | 1992 | Mappa di localizzazione: Lituania · Parchi nazionali della Lituania |          |                                                   |
| Parco nazionale di Samogizia              | Samogizia       | 21.720    | 1991 | Mappa di localizzazione: Lituania · Parchi nazionali della Lituania |          |                                                   |
| Totale                                    | Totale          | 155.487   |      |                                                                     |          |                                                   |